# Дягилевка (Ярославская область)
Дягилевка (по топокарте Дигелевка) — деревня в Большесельском сельском поселении Большесельского района Ярославской области.

## Население
По данным статистического сборника «Сельские населенные пункты Ярославской области на 1 января 2007 года», в деревне Дягилевка проживает 8 человек.

## История
Деревня Дегелевка указана на плане Генерального межевания Борисоглебского уезда 1792 года. В 1825 году Борисоглебский уезд был объединён с Романовским уездом. По сведениям 1859 года деревня относилась к Романово-Борисоглебскому уезду.

## География
Деревня расположена в юго-восточной части района. Она стоит на правом берегу речки Хоравка, левого притока Юхоти. Вблизи деревни Хоравка меняет направление течения с северного на восточное. Деревня стоит на окружённом лесами поле, протянувшемся вдоль правого берега Хоравки. На этом поле кроме Дягилевки стоят деревни: к югу, выше по течению на расстоянии 500 м Борщёвка и далее Подольское, а в 1 км к востоку, вниз по течению Овсецовка. По восточной околице Борщёвки проходит дорога на Большое Село. На противоположном берегу Хоравки напротив Дягилевки стоит деревня Филипцево.